# Campeonato de Wimbledon 1888
La edición 12.º del Campeonato de Wimbledon se celebró entre el 9 de julio y el 16 de julio de 1888 en las pistas del All England Lawn Tennis and Croquet Club de Wimbledon, Londres, Inglaterra.
El cuadro individual masculino lo iniciaron 24 jugadores mientras que el femenino lo iniciaron 6 tenistas.

## Hechos destacados
En la competición individual masculina se impuso el británico Ernest Renshaw logrando el único título que obtendría en el torneo al imponerse en la final al británico Herbert Lawford.
En la competición individual femenina la victoria fue para la británica Lottie Dod logrando el segundo título que obtendría en Wimbledon al imponerse a la británica Blanche Bingley.

## Palmarés
| Seniors              | Vencedor                       | Resultado               | Finalista                              | Finalista |
| -------------------- | ------------------------------ | ----------------------- | -------------------------------------- | --------- |
| Individual masculino | Ernest Renshaw                 | 6–3, 7–5, 6–0           | Herbert Lawford                        |           |
| Individual femenino  | Lottie Dod                     | 6–3, 6–3                | Blanche Bingley                        |           |
| Dobles masculino     | William Renshaw Ernest Renshaw | 2–6, 1–6, 6–3, 6–4, 6–3 | Herbert Wilberforce Patrick Bowes-Lyon |           |

## Cuadros Finales

### Torneo individual  femenino
| Predecesor: 1887                                       | Campeonato de Wimbledon 1888 | Sucesor: 1889                                       |
| Predecesor: Campeonato nacional de Estados Unidos 1887 | Grand Slam 1888              | Sucesor: Campeonato nacional de Estados Unidos 1888 |

- Datos: Q2120535